# پست عادی
مرسولات عادی شامل انواعی از نامه‌ها و مطبوعات هستند که فرستندگان، نسبت به الصاق تمبر بر روی آن اقدام می‌کنند و آن را در صندوق پست می‌اندازند یا به باجه‌ها تحویل می‌دهند و درخواست خاصی برای زودتر رسیدن یا بیمه نمودن کالا یا اخذ رسید از گیرنده نمی‌کنند. این نوع مرسوله به طور عادی در جریان کار مبادله به مقصد می‌رسد و طبیعتاً امکان پیگیری و آگاهی از سرنوشت مرسوله میسر نمی‌باشد.